# NGC 2214
NGC 2214 је расејано звездано јато у сазвежђу Златна риба које се налази на NGC листи објеката дубоког неба.
Деклинација објекта је - 68° 15' 33" а ректасцензија 6h 12m 57,5s. Привидна величина (магнитуда) објекта NGC 2214 износи 10,9. NGC 2214 је још познат и под ознакама ESO 57-SC74.